# 六人の嘘つきな大学生
『六人の嘘つきな大学生』（ろくにんのうそつきなだいがくせい）は、浅倉秋成による日本の小説。2021年3月2日にKADOKAWAより刊行された。
オーディオブック化、舞台（リーディングアクト）化、漫画化、ラジオドラマ化された他、2024年には映画版が公開された。

## あらすじ
「就職試験」と「それから」に分けられ、ともに視点となる人物は異なるが、「就職試験」文中に、「それから」の時期に当時の関係者へのインタビューされた内容が記載されており、就職試験当時の告発内容などの裏付けを取る形になっている。

### 就職試験
渋谷駅前の大型商業に入居のIT企業・スピラリンクスでの最終面接で、人事部長から1ヶ月後の4月27日にグループディスカッションの実施を告げられた。内容によっては6人全員の内定もありえると言われ、直後にファミレスに6人で集まり自己紹介。その後も定期的に集まることにして対策を練っていたところ、鴻上人事部長から選考方法と採用者数を1人に変更すると各々にメール通知が来た。
4月27日当日、グループディスカッションのルールとして、鴻上が退出したら開始で、与えられた時間は2時間30分だが途中退出は即不採用。人事部は天災発生以外は介入しない。室内にカメラを4台設置し3台は証拠映像として常に録画、残る1台は人事部による監視用と説明を受ける。
波多野が最終投票に加えて、30分ごとにも投票してはどうかと提案する。1回目の投票後に部屋に不審な封筒があるのを発見し、最初に九賀が開けたところ、中から「波多野省吾さん用」や「袴田亮さん用」など各々宛の6通の封筒があり、九賀が最初に開封すると袴田亮の高校時代に部活いじめがあり自殺者がでていた過去を告発する内容の紙が出てきた。順番に封筒を開けていくと、交際相手を妊娠させ中絶、本当のバイト先、高齢者詐欺の片棒、未成年飲酒などが告発されていた。
封筒を置いた人物は、4回目の投票前に人事部が設置したカメラの一つの録画を停止し、動画を確認視聴したことによって森久保と判明した。森久保は、4回目の投票後に自宅に届いた封筒を持ってきたことは認めたが、封筒を用意したのは自分ではないと言う。
告発内容に添付されていた盗撮写真の撮影日がそれぞれのスケジュールから全て2011年4月20日であり、撮影したカメラも同一であることが判明したことからアリバイの確認が行われたが、唯一アリバイがなく、最初から封筒は開けるべきではないと言っていた波多野が、封筒は僕が用意したと未開封の封筒を手に、僕は嶌さんへ入れるとの言葉を残して最後の投票の時に退出した。総得票数は嶌がトップだった。

### それから
スピラリンクス社員として勤務の嶌に、2019年に波多野祥吾が病死したことが波多野芳恵から伝えられた。遺品の中に「犯人、嶌衣織さんへ」と記入されたクリアファイルがあったと会社宛に電話があり、当日夜に朝霞の波多野家を訪問して現物を受取る。ファイルには鍵とUSBメモリも入っていた。2011年のある日就活から帰宅したの波多野省吾はひどく取り乱していたという。当時の関係者5人にインタビューして、就職試験当時を振り返るある日、芳恵から当日の映像が見たいと言われ、嶌は自宅に招いて録画映像や資料を見せると、芳恵は慶応大学総合政策部のキャンパスは藤沢なので、2011年4月20日にすべての写真は撮影するのは不可能だという。映像からもう一枚紙を取り出すような仕草をしている人を見つけ、脅されて撮影されたのは4月20日と虚偽の説明を強要されたのではと推測し、了承を得て録音していたインタビューの受け答えの中にも脅されたという証言もあった。前後して、マネージャーから就職試験の面接官を依頼される。嶌は抱えている案件があるから断ろうとしたが、マネージャーは案件の一部をOJT中の鈴江に任せることを提案する。
嶌は、波多野省吾のUSBメモリのパスワードを解錠し、封筒を用意した人物にたどり着く。メモリ内には波多野省吾が告発内容の関係者にインタビューした音声も残されていた。さらに波多野が持ち去りレンタル倉庫に保管していた嶌の告発内容を知る。

## 登場人物
波多野祥吾（はたの しょうご）
立教大学経済学専攻で散歩サークルに所属。資料整理用のレンタル倉庫を借りている。実家は朝霞市で妹がいる。「就職試験」の語り手。
嶌衣織（しま いおり）
早稲田大学社会科学部。飲食店でアルバイトしているが下戸。洞察力が高い。二次面接で波多野と一緒だった。「それから」の語り手。
九賀蒼太（くが そうた）
慶應大学総合政策学部。一緒にスピラを受けた友達は二次面接で落とされた。
袴田亮（はかまだ りょう）
明治大学。宮城県出身で元高校球児。快活なムードメーカー気質。
矢代つばさ（やしろ つばさ）
お茶の水女子大で国際文化専攻。海外旅行好き。
森久保公彦（もりくぼ きみひこ）
一橋大学。一浪しているため他5人より年上。
鴻上達章（こうがみ たつあき）
スピラリンクス人事部長。2015年にスピラリンクスから独立し採用活動主体のコンサル業に。
荒木佑平（あらき ゆうへい）
袴田亮の後輩で、部活内のいじめ事件の真相を語る。
里中多江（さとなか たえ）
矢代の中高の同級生。
波多野芳恵（はたの よしえ）
波多野省吾の妹。公務員。
鈴江真希（すずえ まき）
「それから」時点でのスピラリンクス新入社員でOJT中。相楽ハルキの大ファンで、相楽ハルキについてプレゼンできるほど。
マネージャー
「それから」時点で40代半ばの男性のスピラリンクス中間管理職。
相楽ハルキ（さがら はるき）
歌手で「就職試験」の数ヶ月前に薬物使用で逮捕。その前には自動車運転中に交通事故を起こした。「それから」の時点では薬物排除の啓蒙活動に取り組んでいる。

## 書誌情報
- 単行本『六人の嘘つきな大学生』KADOKAWA、2021年3月2日。ISBN 978-4-04-109879-0。[1]
- 文庫本『六人の嘘つきな大学生』角川文庫、2023年6月12日。ISBN 978-4-04-113401-6。[33]

## 受賞歴
- 「第22回本格ミステリ大賞」候補[34]
- 「第43回吉川英治文学新人賞」候補
- 「2022年本屋大賞」ノミネート[1]
- 「ブランチBOOK大賞2021」大賞
- 第5回未来屋小説大賞 第2位
- 「ミステリが読みたい! 2022年版」国内篇 第8位[1]
- 週刊文春ミステリーベスト10 国内部門 第6位[1]
- 『このミステリーがすごい!』大賞 2022年版（宝島社）国内編 第8位[1]
- 『2022本格ミステリ・ベスト10』（原書房）国内ランキング 第4位[1]

## オーディオブック版

### Audible版
2022年5月6日に、Audibleで配信開始。朗読は木村良平。

## 漫画
2021年12月24日、本作が全ミステリランキングにランクインしたことと、13刷を突破したことを記念して、「作品の冒頭部分」を描いたあらすじ漫画をWebサイト「カドブン」にて公開。漫画は杉基イクラが執筆。
『ヤングエース』（KADOKAWA）では、2022年7月号（2022年6月3日発売）から2024年12月号（2024年11月1日）『六人の嘘つきな大学生【プラス1】』が連載された。漫画は大沢形画、キャラクター原案は杉基イクラが担当。
- 浅倉秋成（原作）・大沢形画（漫画）・杉基イクラ（キャラクター原案）『六人の嘘つきな大学生【プラス1】』KADOKAWA〈角川コミックス・エース〉、全3巻
  1. 2022年12月2日発売[38][39]、ISBN 978-4-04-113160-2
  2. 2023年8月4日発売[40]、ISBN 978-4-04-113815-1
  3. 2024年11月9日発売[41]、ISBN 978-4-04-115168-6

## ラジオドラマ
NHK-FM「青春アドベンチャー」にて、2022年1月17日から28日の日程で全10回が放送された。

### キャスト（ラジオドラマ）
- 波多野翔吾：奥野壮
- 嶌衣織：土村芳
- 久賀蒼太：東啓介
- 袴田亮：福田薫
- 矢代つばさ：清水美沙
- 森久保公彦：菅原ゆうき
- 波多野芳恵：平山咲彩
- 鈴江真希：日榮ハルカ
- 鹿瀬ハジメ
- 藤沢としや

### スタッフ（ラジオドラマ）
- 原作：浅倉秋成
- 脚色：藤井香織
- 制作統括：陸田元一
- 技術：浅井英人
- 音響効果：和田尚也
- 選曲：寺脇千景
- 演出：小島史敬
- 制作：大阪拠点放送局

## 舞台
2022年6月22日から25日にかけて渋谷区文化総合センター大和田さくらホールにて『リーディングアクト「六人の嘘つきな大学生」』が全7公演が行われた。

### キャスト（舞台）
- 波多野祥吾 - 牧島輝
- 嶌衣織 - 中村ゆりか
- 森久保公彦 - 小越勇輝
- 袴田亮 - 吉田健悟
- 矢代つばさ - 高野麻里佳、山根綺（Wキャスト）
- 九賀蒼太 - 京典和玖
- 鴻上達章 - 佃典彦

### スタッフ（舞台）
- 原作：浅倉秋成「六人の嘘つきな大学生」（KADOKAWA）
- 脚本：真柴あずき
- 演出：山崎彬

## 映画
2024年11月22日に公開された。監督は佐藤祐市。

### キャスト（映画）
- 嶌衣織：浜辺美波[44]
- 波多野祥吾：赤楚衛二[44]
- 九賀蒼太：佐野勇斗[45]
- 矢代つばさ：山下美月[46]
- 森久保公彦：倉悠貴[46]
- 袴田亮：西垣匠[46]
- 波多野芳恵：中田青渚[47]
- 鴻上達章：木村了[47]
- 石川宣親：渡辺大[47]

### スタッフ（映画）
- 原作：浅倉秋成『六人の嘘つきな大学生』（角川文庫刊）
- 監督：佐藤祐市
- 脚本：矢島弘一[47]
- 音楽：佐藤直紀[47]
- 主題歌：緑黄色社会「馬鹿の一つ覚え」（Sony Music Labels Inc.）[48]
- 製作：市川南、遠藤徹哉[47]
- 共同製作：野村英章、弓矢政法、髙橋紀行、細野義朗、渡辺和則、渡辺章仁、川村龍夫、五十嵐淳之[47]
- 企画・プロデュース：上田太地、椿宜和[47]
- プロデューサー：稲垣優、今安玲子、伊藤正昭[47]
- プロダクション統括：稲葉尚人[47]
- ラインプロデューサー：武石宏登[47]
- 撮影：花村也寸志[47]
- 照明：高井大樹[47]
- 録音：金杉貴史[47]
- 美術：金勝浩一[47]
- 装飾：澤下和好[47]
- スクリプター：巻口恵美[47]
- 衣装：纐纈春樹[47]
- ヘアメイク：梅原さとこ[47]
- VFXプロデューサー：赤羽智史、髙玉亮[47]
- 編集：田口拓也[47]
- 選曲：藤村義孝[47]
- 音響効果：小林孝輔[47]
- 助監督：佃謙介[47]
- 配給：東宝[49]
- 制作プロダクション：KADOKAWA[49]
- 製作幹事：東宝、KADOKAWA
- 製作：「六人の嘘つきな大学生」製作委員会（東宝、KADOKAWA、トライストーン・エンタテイメント、ジェイアール東日本企画、KDDI、S・D・P、ソニー・ミュージックエンタテインメント、ローソン、ケイパーク、ムービーウォーカー）